# Diesel Technic
Die Diesel Technic SE ist ein Anbieter für Fahrzeugteile und Zubehör im Automotive-Bereich mit Sitz in Kirchdorf (bei Sulingen) im Landkreis Diepholz, Niedersachsen. Die Kernkompetenz von Diesel Technic ist, Markenersatzteile für die unterschiedlichen Anforderungen zu entwickeln und eine weltweite Ersatzteilversorgung von Produkten der Marke DT Spare Parts sicherzustellen.

## Geschichte
1972 gründeten Horst Lieberwirth und Erwin Naujoks das Unternehmen Diesel Technic in der norddeutschen Stadt Sulingen. Das Unternehmen begann mit dem Exporthandel von Norm- und DIN-Teilen als Fahrzeugteile aus Deutschland in die Welt. Der Firmenname entstand aus „Diesel“ als Synonym für Nutzfahrzeuge und „Technic“ als Synonym für Fahrzeugteile.
1976 bezog Diesel Technic den neu erbauten Firmensitz am Standort Kirchdorf und erweiterte kontinuierlich das Sortiment um Fahrzeugteile für Nutzfahrzeuge, darunter Motorenteile für Diesel-Einspritzanlagen. Im Jahr 1980 gründete das Unternehmen eine eigene Entwicklungsabteilung. 
Im Jahr 1992 wurde mit dem Ausbau zusätzlicher Logistikkapazitäten am Hauptsitz in Deutschland begonnen. 1995 gründete  das Unternehmen in Dubai das erste außereuropäische Tochterunternehmen. Ein Jahr später führte Diesel Technic ein Qualitätsmanagementsystem nach ISO 9001 ein und ließ dieses zertifizieren. 1999 änderte das Unternehmen seine Rechtsform von einer GmbH in eine Aktiengesellschaft (AG).
2005 wurde das erste europäische Tochterunternehmen in Spanien gegründet. Ein Jahr später führte Diesel Technic das Produktinfosystem ein, ein Online-Bestellsystem zur Erleichterung des Bestellprozesses.
2007 wurde ein neues Verwaltungsgebäude, eine Fertigungshalle sowie ein Hochregallager eingeweiht. 2011 erfolgte eine weitere Vergrößerung der Konzernzentrale. Zudem führte das Unternehmen mit den Zertifizierungen nach ISO 14001 und BS OHSAS 18001 ein Integriertes Managementsystem (IMS) ein. 2012 wurde ein weiteres Tochterunternehmen in Frankreich gegründet.
2014 entstand in Singapur ein Tochterunternehmen. Die Digitalisierung des Vertriebs wurde 2015 durch die Einführung des Partner Portals weiter vorangetrieben. In den folgenden Jahren baute Diesel Technic sein internationales Netzwerk weiter aus, unter anderem durch Tochterunternehmen in Großbritannien, Italien und Singapur.
2016 wurde das Diesel Technic Quality System (DTQS) eingeführt, das die Qualität und Sicherheit der Markenprodukte garantierte. Gleichzeitig erweiterte das Unternehmen sein Produktsortiment um Teile für leichte Nutzfahrzeuge.
Zwischen 2017 und 2019 investierte Diesel Technic weiter in den Standort Deutschland. Ein neues Test-Center mit Prüfständen und 3D-Prototyping wurde eingerichtet, und das Logistikzentrum erhielt ein hochmodernes, vollautomatisches Lagersystem. 2018 positionierte sich Diesel Technic unter dem Motto „Global Automotive Solutions – Made in Germany“.
2020 modernisierte Diesel Technic die Lagerhaltung am Standort Kirchdorf durch die Inbetriebnahme eines automatischen Kleinteilelagers (AKL) mit Shuttle-Technik. Zudem wurden die Endkunden-Services unter der Marke „Parts Specialists“ gebündelt, um die Vertriebspartner noch gezielter zu unterstützen.
2023 wurde in Aversa, Italien, ein zweiter Logistikstandort eröffnet. 2024 präsentierte Diesel Technic das neue Partner Portal mit erweiterten Funktionen und erhielt die Zertifizierung für Informationssicherheit nach ISO 27001.

## Tochterunternehmen
- Diesel Technic (M.E.) FZE, Dubai/Vereinigte Arabische Emirate
- Diesel Technic Iberia S.L., Torrejón de Ardoz (Madrid)/Spanien
- Diesel Technic France SARL, Noyal sur Vilaine/Frankreich
- Diesel Technic Asia Pacific PTE. LTD., Singapur/Singapur
- Diesel Technic UK & Ireland LTD., Kingswinford/Großbritannien
- Diesel Technic Italia S.R.L., Verona/Italien